# Susan Johnson
Susan Johnson (Phoenix, 18 dicembre 1970) è una regista e produttrice cinematografica statunitense.

## Biografia
Si laurea in regia presso l'AFI Conservatory.

## Filmografia

### Produttrice

#### Cortometraggi
- Destiny Stalled, regia di Susan Johnson (2000)
- Half Truth, regia di Wade Gasque (2009)

#### Lungometraggi
- Mean Creek, regia di Jacob Aaron Estes (2004)
- Nearing Grace, regia di Rick Rosenthal (2005)
- Eye of the Dolphin, regia di Michael D. Sellers (2006)
- Wieners - Un viaggio da sballo (Wieners), regia di Mark Steilen (2008)
- Beneath the Blue, regia di Michael D. Sellers (2010)
- Eye of the Hurricane, regia di Jesse Wolfe (2012)
- God Help the Girl, regia di Stuart Murdoch (2014)
- Carrie Pilby, regia di Susan Johnson (2016)
- Unleashed, regia di Finn Taylor (2018)
- P. S. Ti amo ancora (To All the Boys: P.S. I Still Love You), regia di Michael Fimognari (2020)

### Regista

#### Cortometraggi
- Second Coming (1999)
- Call My Name (1999)
- Destiny Stalled (2000)

#### Lungometraggi
- Carrie Pilby (2016)
- Tutte le volte che ho scritto ti amo (To All the Boys I've Loved Before) (2018)

## Riconoscimenti
- 2001 – WorldFest Houston
  - Bronze Award per Destiny Stalled
- 2005 – Film Independent Spirit Awards
  - John Cassavetes Award per Mean Creek
- 2017 – Gasparilla International Film Festival
  - Premio del pubblico per Carrie Pilby